# As Canções que Eu Canto pra Ela
As Canções que Eu Canto pra Ela é o quinto álbum de estúdio do cantor brasileiro Thalles, lançado em abril de 2015.
Sendo o primeiro registro de canções não-religiosas do intérprete, é composto por canções escritas em homenagem a sua esposa, Dany Campos. Algumas canções foram escritas antes de Thalles tornar-se notório, quando era amigo de infância de Dany e escrevia letras para ela.
O álbum recebeu avaliações positivas da mídia especializada. Em divulgação do álbum, o cantor divulgou a canção "Minha Menina", que recebeu versão em videoclipe.
| Críticas profissionais | Críticas profissionais |
| Avaliações da crítica  | Avaliações da crítica  |
| Fonte                  | Avaliação              |
| ---------------------- | ---------------------- |
| Super Gospel           | (favorável)            |
| O Propagador           | [ 6 ]                  |

## Faixas
Todas as canções escritas e compostas por Thalles.
1. "Aonde Está Você"
2. "Bem-Me-Quer"
3. "Sonhar"
4. "Tom Sobre Tom"
5. "Vento Velas"
6. "Minha Menina"
7. "Foi Bom Te Encontrar"
8. "Isso É Amor"
9. "Fôlego"
10. "Menina dos Meus Olhos"
11. "Como Só Eu Bem"
12. "Lindos Olhos"
13. "Nega"
14. "Reluz"